# Piotr Kędzierski
Piotr Kędzierski (ur. 2 maja 1982 w Warszawie) – polski dziennikarz radiowy i telewizyjny, prezenter i DJ, do 2022 dyrektor kreatywny newonce.radio. Laureat „Radiofonu 2013” w kategorii prezenter radiowy.

## Życiorys

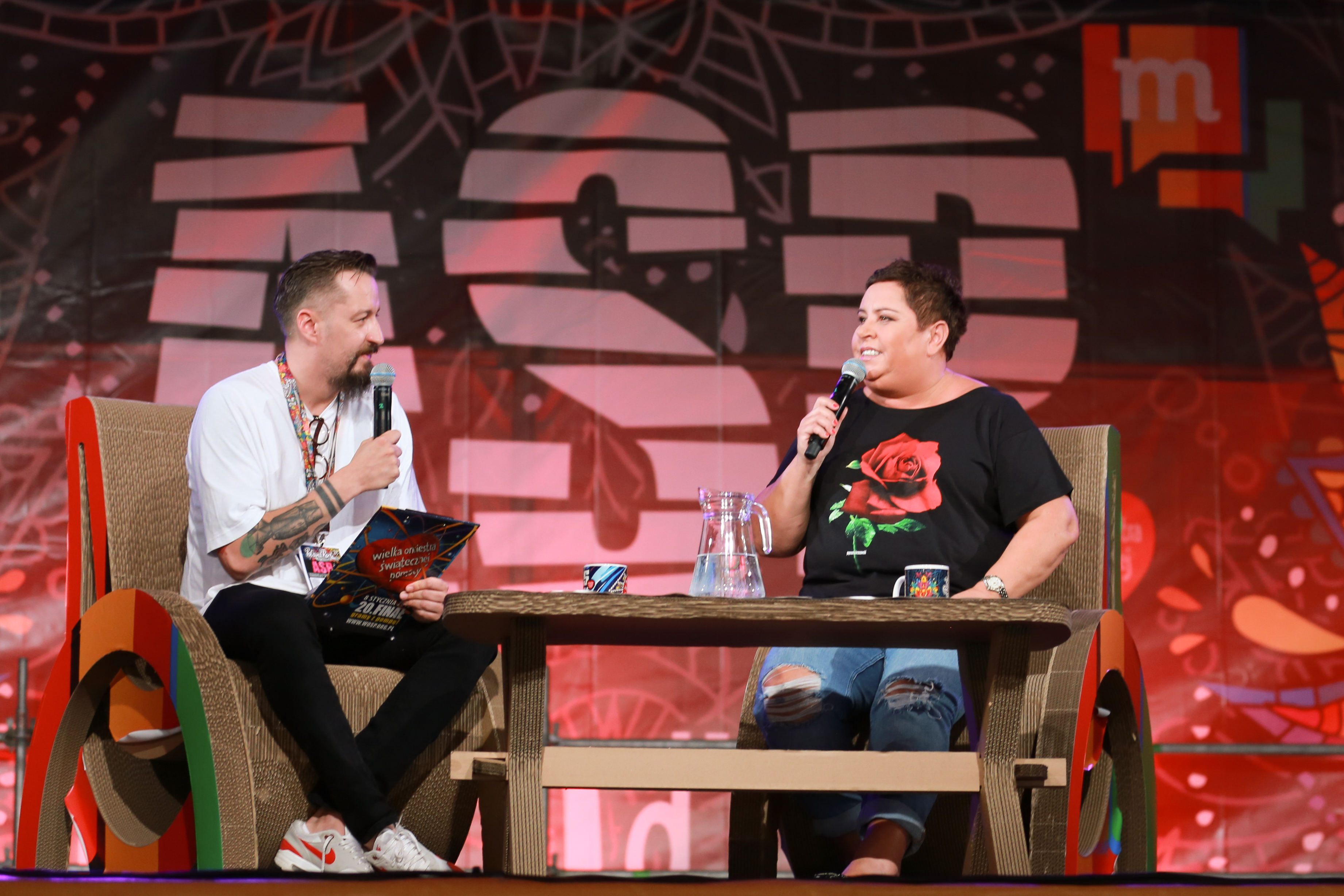
Kędzierski i Dorota Wellman na Pol’and’Rock Festivalu (2018)

Studiował produkcję filmową i telewizyjną oraz prawo, ale żadnego z tych kierunków nigdy nie ukończył.

### Kariera dziennikarska
Karierę medialną zaczynał jako prezenter stacji 4fun.tv. Następnie pracował w Telewizji Polskiej jako prowadzący talk-show Lubię to w TVP1), współprowadzący program rozrywkowy Bitwa na głosy w TVP2 i prezenter TVP Kultura. Prowadził też programy w Polsat Play i TVN Lingua oraz na platformie Player.pl.
Od 2007 pracuje w radiu. W Radio Bis prowadził poranną audycję Do rana przyłóż i program Guma jest drewnem naszych czasów. W latach 2009–2018 związany był z Radiem Roxy, w którym współprowadził audycje: Ranne Kakao, Książę i Żebrak (2014) i Dwa neurony i trzy jądra, która później przekształciła się w audycję Dziedzic Pruski, a także prowadził autorską audycję Piotr Kędzierski Show: PKS.  
Od wiosny 2017 do sierpnia 2020 współprowadził program internetowy OnetRano w portalu Onet.pl. W latach 2016–2022 pracował w platformie newonce.media, w której początkowo pełnił funkcję redaktora naczelnego magazynu newonce.paper, a od marca 2018 był dyrektorem kreatywnym internetowej stacji radiowej newonce.radio, której był współzałożycielem i dla której współprowadził audycje: Bolesne poranki i Rozmowy: Wojewódzki & Kędzierski. Od marca 2022 współprowadzi podcast WojewódzkiKędzierski dla portalu Onet.pl. Od 2023 współprowadzi program KS Poranek w Kanale Sportowym. Od stycznia 2025 współprowadzi poranną audycję Desperanos w Antyradiu.
Jest współwłaścicielem portalu o tematyce streetwearowej newonce.net. Współprowadzi blog internetowy rejentkedzierski.com.

### Pozostałe przedsięwzięcia
Był wokalistą zespołu Mind Kampf UK, z którym w 2007 wydał album studyjny pt. Most. Współtworzy kolektyw DJ-ski Exboyfriends, a także jest twórcą cyklu imprez Whereismymind w klubie Pomost 511 w Warszawie.
Współtworzy kolektyw kreatywny „1991.international”, dla którego projektuje ubrania streetwearowe nawiązujące do skateboardingu.